# Изложба „Нови чланови” (2010)
Изложба „Нови чланови” се одржала 2010. године у Уметничком павиљону „Цвијета Зузорић”.

## Излагачи

### Сликари
1. Миљана Алексић
2. Ана Богдановић
3. Катарина Павловић Булајић
4. Јелена Виторовић
5. Љиљана Гашпаровски
6. Јелена Гвозденовић
7. Драгана Грујичић
8. Миливоје Ћуровић
9. Алекса Јовановић
10. Гордана Јовановић
11. Нађа Јовановић
12. Ивана Калезић
13. Предраг Комановић
14. Дејан Крга
15. Милан Милосављевић
16. Милош Милошевић
17. Марина Милутиновић
18. Јован Миљковић
19. Теодора Јурић Миљуш
20. Татјана Мирковић
21. Ацо Митровић
22. Јелена Михајловић
23. Анђела Мујчић
24. Ђорђе Недељковић
25. Милан Ненезић
26. Татјана Обренић
27. Невена Пријић
28. Ива Пешић
29. Милица Прелић
30. Иван Радојевић
31. Данијел Радосављевић
32. Маја Савић
33. Никола Станковић
34. Ивана Негић Станисављевић
35. Татјана Сташевић
36. Иван Стикић
37. Владимир Стојановић
38. Слободанка Тодоровић
39. Марко Тубић
40. Милош Шебековић

### Вајари
1. Миленко Баловић
2. Миленка Белензада
3. Вукашин Гикић
4. Денис Димовски
5. Предраг Кешељ
6. Ивана Косовац
7. Марко Кресоја
8. Горан Маринић
9. Миа Николић
10. Милорад Панић
11. Вида Вујчић Станисавац

### Графичари
1. Јасмина Гужвић
2. Богдан Ђорић
3. Нађа Стаменковић
4. Никола Милошевић

### Проширени медији
1. Слободан Врачар
2. Ана Вујовић
3. Немања Ђорђевић
4. Немања Лађић
5. Снежана Миротић
6. Александар Милосављевић
7. Драгомир Николић
8. Ивана Смиљанић
9. Мирослав Сретеновић
10. Драган Трајковски
11. Марија Шујица